# Vilsingen
Vilsingen ist ein Teilort der Gemeinde Inzigkofen im Landkreis Sigmaringen in Baden-Württemberg und hat 845 Einwohner (Stand: 31. Dezember 2010).

## Geographie

### Geographische Lage
Vilsingen liegt rund drei Kilometer südwestlich des Ortszentrums von Inzigkofen. Die Gemarkungsfläche umfasst rund 1196 Hektar (Stand: 31. Dezember 2010).

### Geologie
Bei Vilsingen baute der eiszeitliche Gletscher einen Übergangskegel auf, von dem aus Sande in einem Stausee sedimentiert wurden (Deltaschichtung in der Vilsinger Kiesgrube hangende alpine Sande von Dietfurt). Die Riß-Endmoräne reicht von Südwest nach Nordost von Engelswies über Vilsingen nach Sigmaringen. Die Urdonau hatte einen älteren Verlauf über Vilsingen und Pault.

### Ortsteile
Zu Vilsingen gehören die 1,6 Kilometer nördlich liegende Ortschaft Dietfurt und die Wüstung Puttenweiler.

## Geschichte

### Vor- und Frühgeschichte
Die Vilsinger Gemarkung war vermutlich keltischer Siedlungsraum. Darauf lassen ein (oder mehrere) 1880 im „Vilsinger Wald“ geöffnete Grabhügel schließen. Der bedeutende Fund eines halben Wagenrades mit einem konischen Radnabenbeschlag und Pferdegeschirr deutet auf die Reste eines eisenzeitlichen Wagengrabs hin, das als Fürstengrab gedeutet wird. Ein hallstattzeitlicher Grabhügel (HaD1) mit bronzenen Gefäßen wurde auf der Gemarkung „Eichwiesäcker“ ergraben. Eine sogenannte „rhodisch-milesische“, wahrscheinlich etruskische Kleeblattkanne aus Bronze, die ein Landwirt ausgegraben hatte, deutet auf Handelsbeziehungen hin. Die stark ergänzte Oinochoe wurde wahrscheinlich um 600 v. Chr. hergestellt.
Aus römischer Zeit wurden auf Vilsinger Gemarkung der Straßenkörper einer 3,5 bis 4 Meter breiten Römerstraße nachgewiesen. Sie zog sich über 25 Kilometer von Vilsingen durch Kreenheinstetten und Leibertingen nach Buchheim, Neuhausen ob Eck und Tuttlingen (Kastell Tuttlingen). Von Vilsingen zweigte sie wohl zum einen in Richtung Inzigkofen (Römischer Gutshof Inzigkofen) und Laiz (Donaufurt), zum anderen über Josefslust nach Ennetach (Kastell Ennetach) ab. Vermutlich handelt es sich bei dem Straßensystem um einen Teil der Donausüdstraße.

### Mittelalter
Vilsingen gehört zusammen mit Engelswies zu den am frühesten erwähnten Orten der Region. Sie werden erstmals im Frühmittelalter in einer ins Jahr 793 datierte Urkunde im St. Galler Urkundenbuch erwähnt. Ein Peratoldus machte eine große Schenkung an das Kloster St. Gallen, unter anderem auch Güter in Kelteswis (verschrieben für Ingelteswis) und Filisininga. Im Jahr 817 wurde Ingolteswis und Filisininga bei der Übertragung des Besitzes von Petto an St. Gallen; Vilsingen war zu diesem Zeitpunkt Teil der Baartoldesbaar unter Graf Karamann bzw. Teil des Scherragaues. Am 3. April 875 wurde erstmals eine Kirche in Filisninga genannt. Dies geschah im Zusammenhang mit der Übergabe der Kirche durch Graf Adelbert an das Kloster St. Gallen, neben den dazugehörenden Flächen (Mansus) auf der Scheer, für 20 Jauchert.
Im 13. Jahrhundert gehört Vilsingen zur Herrschaft Gutenstein. 1275 wird zum ersten Mal die Pfarrei Vilsingen genannt, die zum Dekanat Schömberg bei Rottweil gehört. Um 1300 sind Vilsingen und Dietfurt im Besitz der Herren von Reischach. Dietfurt, Vilsingen, Inzigkofen und Pault bildeten zusammen die kleine Herrschaft Dietfurt, die 1367 der Herrschaft Jungnau zugeteilt wurde. Der Nickhof wird in der Habsburger Urbar kirchlich zu Vilsingen gehörend beschrieben. 1324 bis 1370 wird Vilsingen im Pfarreiverzeichnis nicht mehr als eigene Pfarrei, sondern als Filiale von Gutenstein geführt, 1461 erfolgte die erste Nennung der St.-Anna-Kapelle.
Die reischachischen Besitzungen Dietfurt, Vilsingen, Inzigkofen und Pault wurden 1421 von Egg und Heinrich von Reischach an die Sigmaringer Gräfin Anna von Werdenberg für 2500 Gulden verkauft. Am 21. April 1525 lässt Graf Felix von Werdenberg Vilsingen abbrennen. Nach dem Tod des letzten männlichen Werdenbergers 1534 gelangt Vilsingen über Graf Friedrich von Fürstenberg im Erbgang an das Fürstenhaus Fürstenberg, verbleibt jedoch verwaltungsmäßig bei der fürstenbergischen Herrschaft Jungnau.
1669 wird erstmals ein Schulmeister in Vilsingen erwähnt.

### Moderne
1806 wurde die Herrschaft Jungnau unter die Landeshoheit des Fürstentums Hohenzollern-Sigmaringen gestellt. 1816 wurde Vilsingen wieder eine eigene Pfarrei. Am 6. April 1827 erhalten die Vilsinger Bürger anstelle des früheren Beholzungsrechtes von der Herrschaft Fürstenberg den Gemeindewald zum vollen Eigentum. Als 1840 das Obervogteiamt Jungnau aufgehoben wird, wurden Vilsingen und Dietfurt dem hohenzollerischen Oberamt Sigmaringen zugeteilt. 1840 ist die St.-Anna-Kapelle im Oberdorf abgegangen und wird später als Waschhaus genutzt. Der Bau des Gemeindebackhauses datiert in das Jahr 1847. 1860/65 wird in Vilsingen eine Felderzusammenlegung (Flurbereinigung) durchgeführt. Die jetzige Pfarrkirche wurde zwischen 1870 und 1873, das Schulhaus und heutiges Rathaus 1894 erbaut.
Im Jahr 1901 wurde der hohenzollerische Teil von Thiergarten (links der Donau) nach Vilsingen eingemeindet und die bis dahin zum Gemeindeverband Vilsingen gehörende fürstlich-hohenzollernsche Domäne Nickhof nach Inzigkofen umgemeindet. Durch ein Erdbeben am 16. November 1911 wird die Kirche, besonders der Kirchturm, stark beschädigt. Anlässlich der Gebietsreform in Baden-Württemberg wurde Vilsingen am 1. Januar 1975 in die Gemeinde Inzigkofen eingemeindet. Am 1. Januar 1977 wurde der zu Vilsingen gehörende Ortsteil Thiergarten (hohenzollerischer Teil links der Donau) nach Anhörung der dortigen Einwohner in die Gemeinde Beuron umgegliedert. Am 3. September 1978 richtete ein Erdbeben erneut schwere Schäden am Kirchturm an. 1993 beging Vilsingen seine 1200-Jahr-Feier.

## Politik

### Ortsvorsteherin
Ortsvorsteherin ist Viktoria Gombold-Diels (Stand 2015).

### Ehemalige Bürgermeister
- August Stroppel (CDU)
- 1965–1975[23][24]: Heinrich Güntner; er war der letzte Bürgermeister der damals noch selbstständigen Gemeinde Vilsingen[25]

### Wappen
Das Wappen der ehemaligen Gemeinde Vilsingen zeigt in geteiltem Schild oben in Silber eine dreilatzige schwarze Fahne, unten in Schwarz ein unterhalbes silbernes Rad.

## Kultur und Sehenswürdigkeiten

### Bauwerke
- Die neugotische Pfarrkirche St. Johannes und Paulus von 1871 in der Ortsmitte hat einen mit 47 Metern Höhe weithin sichtbaren Kirchturm. In der Kirche befindet sich ein Taufstein des in München lebenden Vilsinger Künstler Simon Korn. Der von ihm entworfene, geschaffene und gestiftete Taufstein aus Muschelkalk trägt in der oberen Reihe drei Bilder der Heiligen Dreifaltigkeit nebst den Symbolen der Taufe; am Fuße trägt er die Symbole der vier Evangelisten und die Figuren der vier großen lateinischen Kirchenväter als Träger der Taufgeheimnisse. Er wurde am 22. Juli 1909 geweiht.[26]
- Die Friedhofskirche Vilsingen ist die zweitälteste Kirche Hohenzollerns. Das eigentliche Baujahr ist unbekannt, doch eine Urkunde von 1465 besagt, dass die Kirche der Königin Muttergottes und den Himmelsfürsten Johannes und Paulus geweiht ist. Untersuchungen des Gebäudes ergaben, dass ein Teil der Grundmauer auf die im Jahre 850 erwähnte älteste Kirche zurückgeht. Um 1470 wurde die Kirche erbaut und verändert. Die Fresken sind Werke des 16. Jahrhunderts. Im Jahr 1627 wurde die Kirche grundlegend erneuert. So wurden zum Beispiel rundbogige Fenster und eine Deckenverbretterung eingebaut. Mit der Erbauung einer neuen Pfarrkirche wurde die Kirche letztlich zur Friedhofskirche. Seit September 2007 wurde die Kirche renoviert und Ende Mai 2009 eingeweiht; es wurden dafür 240.000 Euro aufgewendet.[27] Das Gotteshaus befindet sich nach wie vor im Besitz der katholischen Kirche und dient heute als Aussegnungshalle bei Beerdigungen.[28]
- Die Ruine Dietfurt ist ein gut erhaltener Bergfried, der jedoch nicht zugänglich ist. Das mittelalterliche Bauwerk wurde 1274 als „castrum Dietfurt“ erwähnt. Die darunter liegende  Burghöhle ist eine wichtige archäologische Fundstätte.

### Sport
Der Skiclub Vilsingen e. V., eine Sparte des TSV-Vilsingen e. V., betreibt einen Klein-Skilift mit einer Länge von etwa 140 Metern und eine bewirtschaftete Skihütte.

### Vereine
- Die Frauenmannschaft des TSV Vilsingen spielte für den Landesverband Württemberg im Regionalverband Süd um den Deutschen Meistertitel im Frauenfußball 1983.

### Regelmäßige Veranstaltungen
- Während der schwäbisch-alemannischen Fasnet werden die Vilsinger auch neckisch Hornasen (Haarnasen) genannt. Hierfür gibt es zwei Deutungen: Zum einen soll es früher viele Männer mit üppigem Haarwuchs in den Nasenlöchern gegeben haben; andere meinen, es müsste eigentlich Harnnasen heißen, weil viele ihre Nasen in zum Teil auch anrüchige Dinge steckten, die sie eigentlich nichts angingen. Ältere Leute kennen für die Vilsinger auch noch die Bezeichnung Käppeleschinder, weil sie einmal eine kleine Kapelle in der Ortslage zu einem Waschhaus umfunktioniert haben.[30]
- In Vilsingen findet seit 1981 jährlich das dreitägige Dorf- und Backhausfest statt. Spezialitäten sind die Vilsinger Brotlaibe und Dennetle.

## Persönlichkeiten

### Ehrenbürger
- 1973: Anton Vögtle (1910–1996), katholischer Theologe[31]
- Ansgar Dreher (1912–1990), Benediktinermönch und Künstler

### Söhne und Töchter des Ortes
- Josef Vögtle (1889–1953), katholischer Priester, Freiburger Domherr und Prälat